# Società Sportiva Milazzo 2010-2011
Questa voce raccoglie le informazioni riguardanti la Società Sportiva Milazzo nelle competizioni ufficiali della stagione 2010-2011.

## Rosa
| N. |                           | Ruolo | Calciatore           |
| -- | ------------------------- | ----- | -------------------- |
| -  | Italia (bandiera)         | D     | Rocco Benci          |
| -  | Romania (bandiera)        | D     | Adrian Bica Badan    |
| -  | Italia (bandiera)         | C     | Tiziano Bonanno      |
| -  | Italia (bandiera)         | C     | Rosario Bucolo       |
| -  | Italia (bandiera)         | C     | Antonino Campanella  |
| -  | Italia (bandiera)         | C     | Antonio Chiappone    |
| -  | Italia (bandiera)         | D     | Antonio Cucinotta    |
| -  | Italia (bandiera)         | C     | Andrea D'Amico       |
| -  | Italia (bandiera)         | P     | Agostino Di Dio      |
| -  | Italia (bandiera)         | D     | Marco Di Fatta       |
| -  | Italia (bandiera)         | D     | Giuseppe Di Pasquale |
| -  | Italia (bandiera)         | C     | Marco Fiore          |
| -  | Italia (bandiera)         | C     | Christian Iannelli   |
| -  | Costa d'Avorio (bandiera) | C     | Vincent Kouadio      |
| -  | Italia (bandiera)         | C     | Nicola Lanzolla      |

| N. |                   | Ruolo | Calciatore          |
| -- | ----------------- | ----- | ------------------- |
| -  | Italia (bandiera) | C     | Fabrizio Lasagna    |
| -  | Italia (bandiera) | D     | Giordano Maccarone  |
| -  | Italia (bandiera) | A     | Ivan Mancuso        |
| -  | Ghana (bandiera)  | D     | Marcos Kouassi N'Ze |
| -  | Italia (bandiera) | C     | Giuseppe Orioles    |
| -  | Italia (bandiera) | A     | Andrea Parachi      |
| -  | Italia (bandiera) | P     | Antonio Piccolo     |
| -  | Italia (bandiera) | D     | Marco Proietti      |
| -  | Italia (bandiera) | D     | Giuseppe Quintoni   |
| -  | Italia (bandiera) | A     | Rosario Rasà        |
| -  | Italia (bandiera) | A     | Giovanni Ricciardo  |
| -  | Italia (bandiera) | C     | Marco Salmeri       |
| -  | Italia (bandiera) | A     | Cristian Suarino    |
| -  | Italia (bandiera) | A     | Andrea Suriano      |
| -  | Italia (bandiera) | P     | Pietro Terracciano  |